# いつか どこかで
「いつか どこかで」は、1992年1月25日に発売された小田和正通算8作目のシングル。発売元はファンハウス。

## 解説
本作は同映画のサウンドトラック・アルバム『sometime somewhere』と同時発売された。タイトルトラックは映画『いつか どこかで』の主題歌として制作され、第一生命『パスポート21』のCMにも使用された。この曲は後に、2016年リリースのオールタイム・ベスト・アルバム『あの日 あの時』に収録された。
カップリングの「風と君を待つだけ」も同映画の挿入歌で、三菱・ミラージュのCMにも使われた。2014年のコンサートツアー『KAZUMASA ODA TOUR 2014“本日 小田日和”』では、「風に吹かれて 波に飲まれて」の一節が東日本大震災で発生した津波を連想させるとの理由から、「風に吹かれて 雨に打たれて」に替えられた。『あの日 あの時』には、歌詞が変更された擬似ライブ音源で収録された。

## 収録曲
（全曲 作詞・作曲・編曲：小田和正）
1. いつか どこかで
第一生命パスポート21 イメージソング
2. 風と君を待つだけ
三菱新型ミラージュ イメージソング